# 147 (getal)
147 is het natuurlijke getal volgend op 146 en voorafgaand aan 148.

## In sport
Honderd zeven en veertig is
- Maximumbreak (snooker) 147 punten

## Overig
Honderd zeven en veertig is
- Het jaar 147 v.Chr. of het jaar 147
- Alfa Romeo 147, Italiaanse auto
- Verordening (EG) Nr.147/Raad van de Europese Unie